# Booton
Booton – wieś w Anglii, w hrabstwie Norfolk, w dystrykcie Broadland. Leży 19 km na północny zachód od Norwich i 164 km na północny wschód od Londynu.
W 2001 miejscowość liczyła 100 mieszkańców.